# 栃尾悠介
栃尾 悠介（とちお ゆうすけ、1999年4月16日 - ）は、子役として活動していた日本の俳優。大阪府出身。子役時代にはグレースとWACに所属していた。

## 出演

### テレビ番組
- 歴史秘話ヒストリア（NHK）

### テレビドラマ
- ほんまもん（NHK） - 譲治 役
- 間寛平少年物語（2003年、関西テレビ） - 間健一 役
- はんなり菊太郎2 第2話[3]（2004年、NHK） - 吉十郎 役
- ウォリアーズ 歴史を動かした男たち "Shogun"（2008年、イギリスBBC） - 豊臣秀頼 役
- 刺客請負人 シーズン2 第5話（2008年、テレビ東京） - 吉松 役
- 寧々〜おんな太閤記（2009年、テレビ東京） - 於義伊 役
- 水戸黄門 第39部 第13話「強い女房に弓ひくな! -都城-」（2008年1月19日、TBS） - 百姓の子供 役
- 歴史サスペンス劇場（2009年、日本テレビ）
- 必殺仕事人2009 第9・10話・第15話（2009年、朝日放送/テレビ朝日） - 丁稚 役（第15話）
- てっぱん 第25話（2010年、NHK） - 小学生 役
- 水戸黄門 第42部 第14話「命を張った弥七の度胸 -松江-」（2011年1月24日、TBS）

### Vシネマ
- 実録 東北やくざ戦争 覇桜の道（2003年） - 阿藤儀一（幼少時代） 役

### 映画
- 蹴る女（2005年、監督：井村征爾） - 小倉暖和（幼少） 役
- 憑神（2007年、監督：降旗康男） - 雄之助 役

### 舞台
- 天童よしみ特別公演「姫さま お役者道中」 - 仙吉 役
- 芸道四十五周年記念 北島三郎特別公演「伊那の勘太郎」（2006年） - 新太郎 役
- ドラマティックウエスト 第十六回特別公演「浪花廼男女夏愛物語」（2016年） - 久兵衛 役[4]

### アニメ
- けいすけじゃ（2011年、姫路ケーブルテレビ[5]） - 大鳥圭介 幼少 役（声）

### 広告
- 和歌山マリーナシティ - 読売テレビインフォマーシャル出演
- エブリピュアイオンの力 - 読売テレビインフォマーシャル出演
- 大和ハウス工業 - 読売テレビインフォマーシャル出演
- 三洋電機 CEATEC商品 - ビデオパッケージ出演
- ヒガシマル醤油  - CM出演
- ケイ・オプティコム - スチールモデル
- 参天製薬 - スチールモデル

### その他
- 吹田市 環境教材DVD